# Ctenophthalmus reconditus
Ctenophthalmus reconditus är en loppart som beskrevs av Peus 1977. Ctenophthalmus reconditus ingår i släktet Ctenophthalmus och familjen mullvadsloppor. Inga underarter finns listade i Catalogue of Life.